# (5428) 1987 RA1
(5428) 1987 RA1 là một tiểu hành tinh vành đai chính. Nó được phát hiện bởi Henri Debehogne ở Đài thiên văn La Silla ở Chile ngày 13 tháng 9 năm 1987.